# Dromica
Dromica is een geslacht van kevers uit de familie van de loopkevers (Carabidae). De wetenschappelijke naam van het geslacht is voor het eerst geldig gepubliceerd in 1826 door Pierre François Marie Auguste Dejean.

## Soorten
Het geslacht Dromica omvat de volgende soorten:
- Dromica abruptesculpta W.Horn, 1914
- Dromica abukari Cassola, 1989
- Dromica albicinctella Bates, 1878
- Dromica albivittis Chaudoir, 1865
- Dromica alboclavata Dokhtouroff, 1883
- Dromica allardi Basilewsky, 1963
- Dromica allardiana Basilewsky, 1972
- Dromica ambitiosa (Peringuey, 1892)
- Dromica angolana Cassola, 1980
- Dromica angusticollis (Peringuey, 1894)
- Dromica antoniae Werner, 1998
- Dromica apicalis W.Horn, 1903
- Dromica auropunctata Quedenfeldt, 1883
- Dromica batesi (W.Horn, 1900)
- Dromica bennigseni (W.Horn, 1896)
- Dromica bertolonii (J.Thomson, 1856)
- Dromica bicostata W.Horn, 1914
- Dromica bicostulata W.Horn, 1914
- Dromica bilunata C.A.Dohrn, 1883
- Dromica borana Cassola, 1978
- Dromica brzoskai Cassola, 2002
- Dromica cassolai Schule, 2003
- Dromica citreoguttata Chaudoir, 1864
- Dromica clathrata Klug, 1834
- Dromica coarctata (Dejean, 1822)
- Dromica concinna Peringuey, 1904
- Dromica confluentesculpta W.Horn, 1913
- Dromica confusa Cassola, 1986
- Dromica consimilis Bertoloni, 1858
- Dromica convexicollis Peringuey, 1908
- Dromica cordicollis Chaudoir, 1865
- Dromica cosmemoides (W.Horn, 1914)
- Dromica costata (Peringuey, 1892)
- Dromica crassereducta W.Horn, 1909
- Dromica cristagalli (W.Horn, 1935)
- Dromica cupricollis W.Horn, 1913
- Dromica densepunctata W.Horn, 1909
- Dromica differens Cassola, 1986
- Dromica discoidalis (W.Horn, 1897)
- Dromica dobbersteini Schule & J .Moravec, 2002
- Dromica dolosa (Peringuey, 1894)
- Dromica egregia (Germar, 1843)
- Dromica elegantula (Boheman, 1848)
- Dromica elongatoplanata (W.Horn, 1922)
- Dromica endroedyi Schule & Werner, 1999
- Dromica erikssoni (Peringuey, 1892)
- Dromica erlangeri W.Horn, 1904
- Dromica ertli W.Horn, 1903
- Dromica fillcornis (W.Horn, 1898)
- Dromica flavovittata W.Horn, 1896
- Dromica formosa (Peringuey, 1894)
- Dromica fossulata Wallengren, 1881
- Dromica fundoplanata W.Horn, 1909
- Dromica furcata (Boheman, 1848)
- Dromica gibbicollis W.Horn, 1913
- Dromica gilvipes (Boheman, 1848)
- Dromica globicollis W.Horn, 1914
- Dromica gloriosa (Peringuey, 1896)
- Dromica gracilis W.Horn, 1909
- Dromica grandis Peringuey, 1892
- Dromica granulata Dokhtouroff, 1883
- Dromica grossula W.Horn, 1914
- Dromica grutii Chaudoir, 1865
- Dromica gunningi (Peringuey, 1898)
- Dromica helleri (W.Horn, 1897)
- Dromica hexastica Fairmaire, 1887
- Dromica hildebrandti W.Horn, 1903
- Dromica honesta Schule, 2003
- Dromica horii Cassola, 1986
- Dromica humeralis W.Horn, 1913
- Dromica intermediopunctata W.Horn, 1929
- Dromica invicta (Peringuey, 1894)
- Dromica ipogoroensis Schule & Wiesner, 2007
- Dromica juengeri Cassola, 1985
- Dromica junodi (Peringuey, 1892)
- Dromica kanzenzensis Cassola, 1986
- Dromica kavanaughi Cassola, 1980
- Dromica kenyana Werner, 1993
- Dromica kolbei (W.Horn, 1897)
- Dromica kudrnai Schule, 2004
- Dromica lateralis (Boheman, 1860)
- Dromica laterodeclivis W.Horn, 1929
- Dromica laticollis W.Horn, 1903
- Dromica lepida (Boheman, 1848)
- Dromica lepidula W.Horn, 1903
- Dromica lerouxae (Cassola, 2002)
- Dromica leydenburgiana (Peringuey, 1898)
- Dromica limbata Bertoloni, 1858
- Dromica limpopoiana (Peringuey, 1892)
- Dromica lizieri Werner, 1996
- Dromica lunai Basilewsky, 1965
- Dromica marginella (Boheman, 1848)
- Dromica marginepunctata (W.Horn, 1908)
- Dromica marshallana (W.Horn, 1901)
- Dromica marshalli (Peringuey, 1894)
- Dromica mauchii Bates, 1872
- Dromica mesothoracica W.Horn, 1909
- Dromica minutula Schule, 2004
- Dromica mirabilis Cassola, Schule & Werner, 2000
- Dromica miranda (Peringuey, 1896)
- Dromica moraveci Werner, 1998
- Dromica muelleri Schule, 2004
- Dromica murphyi Werner, & Schule, 2001
- Dromica neavei W.Horn, 1913
- Dromica neumannl (H.Kolbe, 1897)
- Dromica nigroplagiata (W.Horn, 1926)
- Dromica nobilitata (Gerstaecker, 1867)
- Dromica oberprieleri Cassola, 1986
- Dromica octocostata Chaudoir, 1864
- Dromica oesterlei Werner, 1993
- Dromica oneili W.Horn, 1925
- Dromica passosi Basilewsky, 1974
- Dromica paulae Cassola, 2002
- Dromica pentheri (W.Horn, 1899)
- Dromica peringueyi W.Horn, 1896
- Dromica pilosifrons W.Horn, 1925
- Dromica planifrons W.Horn, 1896
- Dromica polyhirmoides Bates, 1872
- Dromica proepipleuralis (W.Horn, 1926)
- Dromica profugorum Cassola & Miskell, 2001
- Dromica prolongata W.Horn, 1903
- Dromica prolongatesignata W.Horn, 1925
- Dromica pseudoclathrata Peringuey, 1892
- Dromica pseudocoarctata W.Horn, 1925
- Dromica pseudofurcata W.Horn, 1922
- Dromica pseudotenella Cassola, 2002
- Dromica punctatissima W.Horn, 1929
- Dromica pusilla Schule, 2004
- Dromica quadricostata W.Horn, 1903
- Dromica quinquecostata W.Horn, 1892
- Dromica ramigera (Peringuey, 1892)
- Dromica rawlinsi Schule & Werner, 2001
- Dromica schaumi (W.Horn, 1892)
- Dromica schuelei Cassola, 2002
- Dromica sculpturata Boheman, 1848
- Dromica semilevis W.Horn, 1897
- Dromica seriepunctata W.Horn, 1929
- Dromica serietuberculata W.Horn, 1929
- Dromica setosipennis W.Horn, 1914
- Dromica setosula W.Horn, 1909
- Dromica sexmaculata Chaudoir, 1860
- Dromica sigrunae Werner, 1998
- Dromica similis Cassola, 1980
- Dromica somalica Cassola, 1989
- Dromica soror (W.Horn, 1935)
- Dromica specialis Peringuey, 1904
- Dromica spectabilis (Peringuey, 1892)
- Dromica spinipennis W.Horn, 1929
- Dromica stalsi Cassola, 2002
- Dromica strandi W.Horn, 1914
- Dromica stutzeri W.Horn, 1913
- Dromica tarsalis (W.Horn, 1898)
- Dromica taruensis (H.Kolbe, 1897)
- Dromica tenella (Peringuey, 1893)
- Dromica tenellula W.Horn, 1903
- Dromica termitophila Schule & Werner, 2001
- Dromica thomaswiesneri Wiesner, 2001
- Dromica traducens W.Horn, 1903
- Dromica transitoria (Peringuey, 1896)
- Dromica tricostata W.Horn, 1897
- Dromica tricostulata W.Horn, 1932
- Dromica trinotata Klug, 1834
- Dromica tuberculata Dejean, 1831
- Dromica variolata Chaudoir, 1865
- Dromica vittata Dejean, 1831
- Dromica wellmani (W.Horn, 1908)
- Dromica werneri Cassola & Schule, 2002
- Dromica zambiensis Cassola, 2002